# فرودگاه خادا بولاک
فرودگاه خادا بولاک (به انگلیسی: Khada Bulak) یک فرودگاه نظامی است . این فرودگاه در کشور روسیه قرار دارد و در ارتفاع ۷۱۳ متری از سطح دریا واقع شده است.